# Thomas Jane
Thomas Jane (született Thomas Elliott III) (Baltimore, Maryland, 1969. február 22. –) amerikai színész, rendező. 
Olyan filmekből ismert, mint az Evening Raga of the West (1987), a Boogie Nights (1997), a Háborgó mélység (1999), A megtorló (2004), A köd (2007), az 1922 (2017) és a Predator – A ragadozó (2018). Szerepelt a Hung - Neki áll a zászló című HBO sorozatban, valamint a The Expanse-ben.
A RAW Studios alapítója, ami egy szórakoztató cég, az általa írt képregények kiadására használ, amelyek közül az első a Bad Planet volt. A Rém sötét vidék című film volt a rendezői debütálása, amelyben szerepelt egyaránt.

## Fiatalkora
Jane 1969. február 22-én született Baltimoreban (Maryland), Cynthia régiségkereskedő és Michael Elliott biogenetikai mérnök fiaként. Ír, skót, német-zsidó és őslakos amerikai származású. A Thomas Sprigg Wootton középiskolába járt, de abbahagyta és Hollywoodba költözött, hogy színészi karriert folytasson. Kezdetben hajléktalan volt, és az autójában élt, gyakran utcai előadásokat folytatott, hogy pénzt keressen.

## Pályafutása
Jane színészi karrierjét a Padamati Sandhya Ragam (1986) című Telugu indiai filmmel kezdte, amelyet Jandhyala, a Telugu Cinema rendezője készített. Jane korai szerepei közt található Zeph megformálása a Buffy, a vámpírok réme című filmben (1992).

## Magánélete
1989-ben feleségül vette Aysha Hauer színésznőt, aki a néhai Rutger Hauer lánya. A pár számos filmben szerepelt együtt, mielőtt 1995-ben elváltak. 
1998 és 2001 között Olivia d'Abóval volt eljegyezve. Miután 2001-ben találkoztak közös barátaikon keresztül, Jane és Patricia Arquette színésznő 2002-ben eljegyezte egymást. Lányuk, Harlow Olivia Calliope 2003. február 20-án született. Ezt követően Jane és Arquette 2006. június 25-én házasodtak össze a velencei Palazzo Contarini del Bovolo-ban.
2009 januárjában Arquette kibékíthetetlen ellentétek miatt kezdeményezett válást, de a pár hamar kibékült és Arquette 2009. július 9-én kérte a válási kérelem visszavonását. 2010. augusztus 13-án Jane képviselője azonban bejelentette, hogy Jane és Arquette úgy döntött, hogy végül mégis elválnak. A válást 2011. július 1-jén véglegesítették. A pár közös felügyeleti jogot kapott gyermekük felett.

## Filmográfia

### Film

#### Rendező és producer
| Év   | Magyar cím               | Eredeti cím                              | Feladatkör | Feladatkör | Megjegyzések              |
| Év   | Magyar cím               | Eredeti cím                              | Rendező    | Producer   | Megjegyzések              |
| ---- | ------------------------ | ---------------------------------------- | ---------- | ---------- | ------------------------- |
| 2000 |                          | Jonni Nitro                              | Igen       | Nem        |                           |
| 2006 |                          | The Tripper                              | Nem        | Vezető     |                           |
| 2009 | Rém sötét vidék          | Dark Country                             | Igen       | Igen       |                           |
| 2011 |                          | I Melt with You                          | Nem        | Vezető     |                           |
| 2012 |                          | Thomas Jane and Melinda Hill: Early Work | Igen       | Igen       | rövidfilm forgatókönyvíró |
| 2016 | Patthelyzet              | Standoff                                 | Nem        | Vezető     |                           |
| 2021 |                          | The Last Son                             | Nem        | Vezető     |                           |
| 2022 |                          | Murder at Yellowstone City               | Nem        | Vezető     |                           |
| 2022 |                          | Dig                                      | Nem        | Vezető     |                           |
| 2022 | Slayers – Vámpírvadászok | Slayers                                  | Nem        | Vezető     |                           |
| 2024 |                          | Bosco                                    | Nem        | Vezető     |                           |

#### Filmszínész
| Év   | Magyar cím                      | Eredeti cím                       | Szerep                                        | Magyar hang       |
| ---- | ------------------------------- | --------------------------------- | --------------------------------------------- | ----------------- |
| 1987 |                                 | Padamati Sandhya Ragam            | Chris (Tom Jane néven)                        |                   |
| 1992 |                                 | I'll Love You Forever... Tonight  | tolakodó                                      |                   |
| 1992 | Buffy, a vámpírok réme          | Buffy the Vampire Slayer          | Zeph                                          |                   |
| 1992 | Nemezis                         | Nemesis                           | Billy (Tom Janes néven)                       | Dózsa Zoltán      |
| 1994 |                                 | At Ground Zero                    | Thomas Quinton Pennington (Tom Elliott néven) |                   |
| 1996 | A holló 2. – Az angyalok városa | The Crow: City of Angels          | Nemo                                          | Stohl András      |
| 1997 | Szerelem utolsó vérig           | The Last Time I Committed Suicide | Neal Cassady                                  | Stohl András      |
| 1997 | Ál/Arc                          | Face/Off                          | Burke Hicks                                   | Mikula Sándor     |
| 1997 | Boogie Nights                   | Boogie Nights                     | Todd Parker                                   | Bozsó Péter       |
| 1997 | Hollywood titka                 | Hollywood Confidential            | Lee                                           |                   |
| 1998 | Begerjedve                      | The Velocity of Gary              | Gary                                          | László Zsolt      |
| 1998 | Egy nehéz nap                   | Thursday                          | Casey                                         | Barát Attila      |
| 1998 | Egy nehéz nap                   | Thursday                          | Casey                                         | Galambos Péter    |
| 1998 | Zack és Reba                    | Zack and Reba                     | Sparky Stokes                                 |                   |
| 1998 | Az őrület határán               | The Thin Red Line                 | Ash közlegény                                 | Takátsy Péter     |
| 1999 | Háborgó mélység                 | Deep Blue Sea                     | Carter Blake                                  | László Zsolt      |
| 1999 | Molly, vár a világ              | Molly                             | Sam                                           |                   |
| 1999 | Magnólia                        | Magnolia                          | Jimmy Gator fiatalon (cameo)                  |                   |
| 1999 |                                 | Junked                            | Switch                                        |                   |
| 2000 | Meggyanúsítva                   | Under Suspicion                   | Felix Owens nyomozó                           | Galbenisz Tomasz  |
| 2001 |                                 | Eden                              | Dov                                           |                   |
| 2001 | Eredendő bűn                    | Original Sin                      | Bill / Walter Downs / Mephisto                | Juhász György     |
| 2002 | Édes kis semmiség               | The Sweetest Thing                | Peter Donahue                                 | Selmeczi Roland   |
| 2003 | Álomcsapda                      | Dreamcatcher                      | Henry                                         | László Zsolt      |
| 2003 | Stander – A törvénytörő         | Stander                           | Andre Stander                                 | Kőszegi Ákos      |
| 2004 | A megtorló                      | The Punisher                      | Frank Castle / Megtorló (Tom Jane néven)      | László Zsolt      |
| 2006 |                                 | The Tripper                       | Buzz Hall                                     |                   |
| 2007 | A köd                           | The Mist                          | David Drayton                                 | Forgács Péter     |
| 2008 | Hajsza                          | Killshot                          | Wayne Colson                                  | Varga Gábor       |
| 2008 | Mutáns krónikák                 | Mutant Chronicles                 | Mitch Hunter őrmester                         | Szatmári Attila   |
| 2009 | Rém sötét vidék                 | Dark Country                      | Dick                                          | Haás Vander Péter |
| 2009 | Pokolba az élettel              | Give 'Em Hell, Malone             | Malone                                        | Haás Vander Péter |
| 2010 | Scott Pilgrim a világ ellen     | Scott Pilgrim vs. the World       | Vega rendőrtiszt (cameo)                      |                   |
| 2011 |                                 | I Melt with You                   | Richard                                       |                   |
| 2012 | LOL                             | LOL                               | Allen                                         | Jakab Csaba       |
| 2013 | Eszement zaci                   | Pawn Shop Chronicles              | Idegen                                        |                   |
| 2014 | Érj el!                         | Reach Me                          | Wolfie                                        | Haás Vander Péter |
| 2014 | Mennyei kard                    | Heavenly Sword                    | Loki (hangja)                                 | Háda János        |
| 2014 | A sofőr mindig drága            | Drive Hard                        | Peter Roberts                                 | Karácsonyi Zoltán |
| 2014 |                                 | White Bird in a Blizzard          | Scieziesciez nyomozó                          |                   |
| 2015 | Testvéri kötelék                | Broken Horses                     | Gabriel Heckum                                | Haás Vander Péter |
| 2015 | A grizzly birodalma             | Into the Grizzly Maze             | Beckett                                       | Szikszai Rémusz   |
| 2015 | Végzetes játékok                | Vice                              | Roy                                           | Tokaji Csaba      |
| 2016 | A bátrak háborúja               | USS Indianapolis: Men of Courage  | Adrian Marks hadnagy                          | Bozsó Péter       |
| 2016 | Mielőtt felébredek              | Before I Wake                     | Mark Hobson                                   | Makranczi Zalán   |
| 2016 | A lepel                         | The Veil                          | Jim Jacobs                                    | Dózsa Zoltán      |
| 2016 | Patthelyzet                     | Standoff                          | Carter                                        |                   |
| 2017 | Forró nyári éjszakák            | Hot Summer Nights                 | Frank Calhoun őrmester                        | László Zsolt      |
| 2017 | 1922                            | 1922                              | Wilfred James                                 |                   |
| 2018 | Robotkutyám, AXL                | A-X-L                             | Chuck Hill                                    |                   |
| 2018 | Predator – A ragadozó           | The Predator                      | Baxley                                        | Kamarás Iván      |
| 2019 | Az éjszakai járőr               | Crown Vic                         | Ray Mandel                                    | Király Attila     |
| 2020 |                                 | The Vanished                      | férfi                                         |                   |
| 2020 | Véres telihold                  | Hunter`s Moon                     | seriff                                        | Jakab Csaba       |
| 2020 |                                 | Money Plane                       | Harry Greer                                   |                   |
| 2020 | Ne add fel!                     | Run Hide Fight                    | Todd Hull                                     |                   |
| 2020 | Az utolsó űrhajó                | Breach                            | Kiernan Adams tábornok                        |                   |
| 2021 |                                 | The Last Son                      | Solomon                                       |                   |
| 2021 |                                 | Apache Junction                   | Al Longfellow                                 |                   |
| 2021 |                                 | Warning                           | David                                         |                   |
| 2022 | A bosszú ára                    | Vendetta                          | Dante                                         | László Zsolt      |
| 2022 |                                 | Murder at Yellowstone City        | Thaddeus Murphy                               |                   |
| 2022 |                                 | Dig                               | Scott Brennan                                 |                   |
| 2022 | Slayers – Vámpírvadászok        | Slayers                           | Elliot Jones                                  | Epres Attila      |
| 2023 | Amerikai kopó                   | One Ranger                        | Alex Tyree                                    | Mihályfi Balázs   |
| 2023 | Utolér a végzet                 | Bad Hombres                       | Rob Carlton                                   |                   |
| 2024 |                                 | Bosco                             | Hunt                                          |                   |

### Televízió
| Év        | Magyar cím               | Eredeti cím          | Szerep            | Megjegyzések                       |
| --------- | ------------------------ | -------------------- | ----------------- | ---------------------------------- |
| 1991      |                          | She-Wolf of London   | Johnny            | - 1 epizód - Thomas Bridgett néven |
| 1995      | Parti nyomozók           | High Tide            | Barry             | 1 epizód                           |
| 1999      |                          | Jonni Nitro          | Brack             | - 2 epizód - rendező               |
| 2001      | Baseball-barátok         | 61*                  | Mickey Mantle     | tévéfilm                           |
| 2004      | Az ítélet: család        | Arrested Development | önmaga            | 1 epizód                           |
| 2006      | A médium                 | Medium               | Clay Bicks        | 2 epizód                           |
| 2009–2011 | Hung – Neki áll a zászló | Hung                 | Ray Drecker       | 30 epizód                          |
| 2015      | Texas felemelkedése      | Texas Rising         | James Wykoff      | 2 epizód                           |
| 2015–2019 | A Térség                 | The Expanse          | Josephus Miller   | - 24 epizód - rendező (1 epizód)   |
| 2019      | Robotcsirke              | Robot Chicken        | Megtorló (hangja) | 1 epizód                           |
| 2022      |                          | Troppo               | Ted Conkaffey     | - 8 epizód - vezető producer       |

### Videójátékok
| Év   | Cím          | Szerep                  |
| ---- | ------------ | ----------------------- |
| 2005 | The Punisher | Frank Castle / Megtorló |
| 2005 | Gun          | Colton White            |

## Diszkográfia

### Albumok
| Év   | Előadó       | Album           | Megjegyzés                  |
| ---- | ------------ | --------------- | --------------------------- |
| 2012 | Rusty Blades | Don't Come Home | Énekes-dalszövegíró gitáros |

## Bibliográfia
| Év              | Cím                 | Példányok | Megjegyzés                                                                          |
| --------------- | ------------------- | --------- | ----------------------------------------------------------------------------------- |
| 2005–napjainkig | Bad Planet          | 8         | Képregény, alkotó és író; Steve Niles-szel (1–6) és Bruce Jones-szal (7–napjainkig) |
| 2007            | Alien Pig Farm 3000 | 4         | Képregény, amit Steve Niles-szel és Todd Farmerrel írt együtt                       |
| 2012            | Rém sötét vidék     |           | Képregény, szerkesztő és rendező, írta: Tab Murphy és Thomas Ott művész             |

## Fontosabb díjak és jelölések
Hung – Neki áll a zászló
- Jelölve — Golden Globe-díj a legjobb férfi főszereplőnek – zenés film vagy vígjáték (2010, 2011, 2012)
- Jelölve — Satellite Award a legjobb színésznek – Televíziós musical sorozat vagy vígjáték (2010)